# 北艾于達爾
北艾于達爾（挪威語：Nord-Aurdal）是挪威的一個市镇，位於内陆郡，行政中心为法格爾斯村。市镇面积为907平方公里，人口数量为6,539人（2004年），人口密度为每平方公里8人。